# 變色矛麗魚
變色矛麗魚，為輻鰭魚綱鱸形目隆頭魚亞目慈鯛科的其中一種，分布於南美洲亞馬遜河流域，體長可達15.5公分，棲息植被生長、水淺的水域，生活習性不明。

## 擴展閱讀
維基物種上的相關：變色矛麗魚